# Stefan Rettenegger
Stefan Rettenegger (* 3. Februar 2002 in Schwarzach im Pongau) ist ein österreichischer Nordischer Kombinierer. Bei den Olympischen Jugend-Winterspielen 2020 in Lausanne gewann er sowohl im Einzel als auch mit dem Mixed-Team die Goldmedaille.

## Werdegang
Rettenegger, der für die TSU St. Veit startet, begann bereits im Alter von vier Jahren in St. Veit im Pongau mit dem Skispringen. Bereits bei seinem internationalen Debüt Ende August 2014 beim Schüler-Grand-Prix in Oberstdorf belegte er mit zwei vierten Plätzen die vorderen Ränge. Seine erste Podiumsplatzierung erreichte er Anfang September 2016 im Youth Cup in Oberstdorf, als er den Wettbewerb von der Mittelschanze und über 2,5 km auf dem dritten Rang abschloss. Erste Siege auf internationaler Ebene feierte er im März 2017 bei den Nordischen Skispielen der OPA in Hinterzarten sowie im Youth Cup in Trondheim. Bei den Nordischen Skispielen der OPA 2018 in Planica gewann er die Silbermedaille im Junioren-Wettkampf hinter Johannes Lamparter sowie die Goldmedaille mit dem Team.
Am 26. Jänner 2019 ging Rettenegger in Planica erstmals im Continental Cup an den Start und erreichte dabei als 23. direkt die Punkteränge. Auch bei seinen weiteren Teilnahmen lief er konstant unter die besten Dreißig, was letztlich zum 51. Platz in der Gesamtwertung reichte. Zur Saison 2019/20 wurde Rettenegger in den österreichischen B-Kader nominiert. Im Sommer 2019 durfte er dennoch bereits auf höchster Ebene im Grand Prix starten, wo er bei seinem Debüt in Tschagguns mit Rang 15 auf sich aufmerksam machen konnte. Für den Winter standen für ihn die Olympischen Jugend-Winterspielen 2020 in Lausanne im Vordergrund, weshalb er bis zu den Spielen international nicht in Erscheinung trat. Schließlich dominierte Rettenegger den Einzelwettkampf von der Les-Tuffes-Schanze und über 6 Kilometer, sodass er die Goldmedaille vor Perttu Reponen gewinnen konnte. Auch beim Mixed-Teamspringen sicherte er sich gemeinsam mit Lisa Hirner, Julia Mühlbacher und Marco Wörgötter überlegen den ersten Platz. Am 31. Jänner 2020 debütierte Rettenegger im Rahmen des Nordic Combined Triples in Seefeld im Weltcup, verpasste allerdings die Punkteränge. Daher startete er im weiteren Saisonverlauf im Continental Cup, wo er beim Massenstart in Eisenerz als Dritter erstmals das Podest erreichte. Vor diesem Hintergrund war Rettenegger als Geheimfavorit vor den Nordischen Junioren-Skiweltmeisterschaften 2020 in Oberwiesenthal gehandelt worden und belegte schließlich mit dem sechsten Rang im Gundersen Einzel auch eine vordere Position. Darüber hinaus gewann er gemeinsam mit Thomas Rettenegger, Johannes Lamparter und Fabio Obermeyr ungefährdet die Goldmedaille mit dem Team.
Bei den österreichischen Meisterschaften 2020 verpasste er als Vierter im Gundersen von der Normalschanze in Eisenerz um knapp acht Sekunden seine erste nationale Medaille. Tags darauf belegte er beim Gundersen-Wettbewerb von der Bischofshofener Großschanze den sechsten Rang. Am dritten Dezemberwochenende 2020 startete Rettenegger als Teil der nationalen Gruppe bei den Weltcup-Rennen in der Ramsau in den Winter. Am ersten Wettkampftag brachte er sich nach dem Sprungdurchgang in eine aussichtsreiche Ausgangsposition, um seine ersten Weltcup-Punkte zu gewinnen. In einem dichten Feld verlor er schließlich nur einen Platz und erreichte somit als Zwanzigster erstmals die Punkteränge. Nachdem er auch am folgenden Weltcup-Wochenende in Val di Fiemme zweimal Punktgewinne erzielen konnte, nahm er Mitte Jänner an den Continental-Cup-Bewerben in Eisenerz teil. Dabei gewann er den ersten Wettkampf und wurde am zweiten Wettkampftag hinter Espen Andersen Zweiter. Beim Nordic Combined Triple in Seefeld war er eine Woche später wieder im Weltcup aktiv und bestätigte mit dem 26. sowie zwei 19. Plätzen seine Form. Mitte Februar reiste Rettenegger zu den Nordischen Junioren-Skiweltmeisterschaften 2021 nach Lahti, wo der Pfarrwerfener zwei Medaillen gewinnen konnte. So lag er im Einzel nach dem Sprunglauf zwar als Fünfter außerhalb der Medaillenränge, doch gelang ihm mit der zweitbesten Laufzeit noch der Sprung aufs Podest und der Gewinn der Bronzemedaille. Damit erhielt Rettenegger ein persönliches Startrecht im Weltcup bis zu den nächsten Junioren-Weltmeisterschaften: „Das ist natürlich total cool und viel wert, so kann man beruhigt in die Saison starten“: Darüber hinaus gewann er gemeinsam mit Manuel Einkemmer, Lisa Hirner und Sigrun Kleinrath Silber im Mixed-Team. Mitte März reüssierte Rettenegger mit zwei Alpencup-Siegen im französischen Prémanon. Beim abschließenden Weltcup-Wochenende in Klingenthal konnte er keine weiteren Punktgewinne erzielen und beendete die Saison mit 55 Punkten auf dem 34. Platz der Gesamtweltcupwertung.
Für die Saison 2021/22 wurde Rettenegger in den A-Kader eingeteilt, der zweithöchsten Kaderstufe des österreichischen Skiverbandes. Bei der für die Vorbereitung und den Trainingsalltag relevantere Einteilung der Trainingsgruppen wurde er hingegen erstmals in die höchste Gruppe eingestuft, sodass er fortan direkt unter dem Cheftrainer Christoph Eugen ausgebildet wurde. Beim Sommer-Grand-Prix-Wettbewerb in Villach Anfang September 2021 lief Rettenegger hinter Ilkka Herola und Mario Seidl erstmals aufs Podest. Zum Abschluss der Sommerwettbewerbe lief Rettenegger bei den österreichischen Staatsmeisterschaften im Gundersen Einzel in Stams auf den fünften Rang, ehe er tags darauf in Innsbruck die Bronzemedaille gewann. Bei den Österreichischen Meisterschaften 2024 in Eisenerz gewann er im Gunsersen Einzel seinen ersten Staatsmeistertitel.

## Privates
Sein Bruder Thomas (* 2000) ist ebenso als Nordischer Kombinierer aktiv. Rettenegger gehörte der Leistungsgruppe des Bundes- und Sportrealgymnasiums (HIB) in Saalfelden an. Im Frühling 2021 legte Rettenegger seine Matura ab.

## Erfolge

### Continental-Cup-Siege im Einzel
| Nr. | Datum            | Ort      | Disziplin               |
| --- | ---------------- | -------- | ----------------------- |
| 1.  | 22. Jänner 2021  | Eisenerz | Gundersen Normalschanze |
| 2.  | 20. Februar 2022 | Eisenerz | Gundersen Normalschanze |

## Statistik

### Platzierungen bei Weltmeisterschaften
| Jahr und Ort   | Wettbewerb | Wettbewerb | Wettbewerb | Wettbewerb |
| Jahr und Ort   | Einzel NS  | Einzel GS  | Team       | Mixed-Team |
| -------------- | ---------- | ---------- | ---------- | ---------- |
| 2023 Planica   | 07.        | 05.        | 03.        | 03.        |
| 2025 Trondheim | 08.        | 16.        | —          | 03.        |

### Weltcup-Platzierungen
| Saison  | Platz | Punkte |
| ------- | ----- | ------ |
| 2020/21 | 34.   | 0055   |
| 2021/22 | 28.   | 0107   |
| 2022/23 | 12.   | 0510   |
| 2023/24 | 02.   | 1530   |
| 2024/25 | 07.   | 0854   |

### Grand-Prix-Platzierungen
| Saison | Platz | Punkte |
| ------ | ----- | ------ |
| 2019   | 50.   | 0016   |
| 2021   | 13.   | 0084   |
| 2022   | 04.   | 0170   |

### Continental-Cup-Platzierungen
| Saison  | Platz | Punkte |
| ------- | ----- | ------ |
| 2018/19 | 51.   | 0065   |
| 2019/20 | 36.   | 0110   |
| 2020/21 | 25.   | 0180   |
| 2021/22 | 27.   | 0180   |

## Auszeichnungen
- 2020: 3. Platz Nachwuchsförderpreis der Sportunion Salzburg[9]
- 2023: FIS Nordische Komnbination Rookie des Jahres[10]